# 旗帜家族

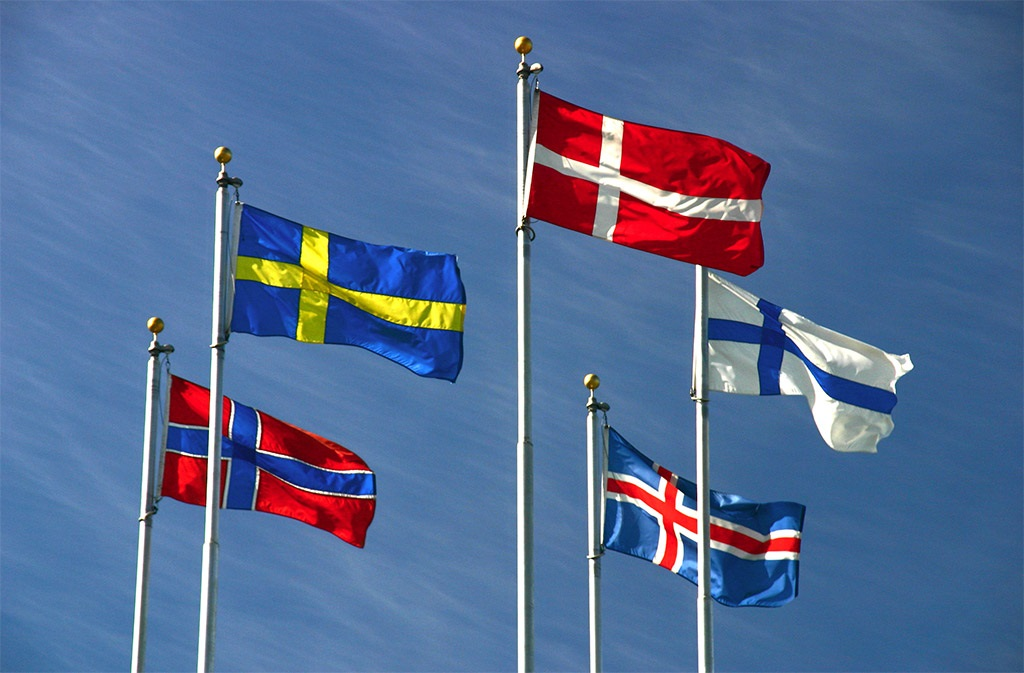
北欧十字旗帜

旗帜家族（英語：Flag families），是一个旗帜学术语，是指一组设计相似、共享视觉元素的旗帜，通常基于共同的历史背景、地理区域、政治影响或文化共同体。这些旗帜在细节上可能略有不同，却很明显地表现出彼此之间的联系，但并不包括巧合相似的旗帜，一面旗帜可能属于多个旗帜家族。19世纪开始大规模使用国旗以前，世界上只有12面国旗，其中七面国旗（丹麦、法国、荷兰、俄罗斯、土耳其、英国和美国）是现今130多个国家国旗和船旗的灵感来源。

## 基督十字

第一面葡萄牙国旗（公元1100年）

基督十字旗（Christian cross）是指任何以十字为设计中心元素的旗帜，它是最古老的旗帜家族。第一面面据称带有十字的旗帜是葡萄牙国旗，始于公元1100年左右。几个世纪以来，这种旗帜图案一直是欧洲商船最常见的设计。它使用各种不同类型的十字，包括：拉丁十字（†）、希腊十字（✚）和马耳他十字（✠）。
- 多米尼克国旗
- 多米尼加国旗
- 格鲁吉亚国旗
- 希腊国旗
- 马耳他国旗
- 瑞士国旗
- 汤加国旗
- 英国国旗

### 斜十字

苏格兰国旗

斜十字旗（Saltire）是呈X形的十字符号，相传圣安德鲁被钉在X形十字架殉道，许多旗帜以此符号组成。16世纪时用于苏格兰国旗和勃艮第十字旗，18世纪时用于俄罗斯海军军旗和圣帕特里克十字旗，19世纪用于美利坚联盟国的部份旗帜，现今牙买加国旗也使用这种设计。
- 牙买加国旗
- 英国国旗
- 布隆迪国旗

### 北欧十字
北欧十字旗（Nordic cross）的特点是十字臂长延展到旗帜边缘，十字中心偏移向旗杆方向，十字设计代表基督教。丹麦国旗于14世纪首次采用这种设计，作为持续使用时间最久的国旗，成为其他北欧国家旗帜的设计灵感来源。虽然这个设计与北欧国家有着密切联系，但北欧国家以外的城市也有使用这种旗帜设计。
- 丹麦国旗
- 芬兰国旗
- 冰岛国旗
- 挪威国旗
- 瑞典国旗

## 南方十字

1824年绘制的澳大利亚殖民地国旗

南方十字旗（Southern Cross）的设计灵感来自南十字座，这个星座可以在南半球清晰观察，四颗明亮的星星形成独特的十字形状。1854年尤利卡起事期间使用的尤利卡旗，据信是由三名妇女缝制，她们是起事矿工的妻子，旗帜有南十字星的五颗星，主宰澳大利亚夜空的星座。
- 澳大利亚国旗
- 巴西国旗
- 纽西兰国旗
- 巴布亚新几内亚国旗
- 萨摩亚国旗

## 新月旗
早在14世纪，中东和北非地区就已经使用带有新月（crescent）的旗帜。这些设计通常以纯色为底色，绘制朝上开口的白色新月。在国旗普遍使用的19世纪，奥斯曼帝国是唯一被视为世界强国的穆斯林国家。奥斯曼帝国旗为其他穆斯林国家启发新月形设计，后来这些国家也采用这种国旗设计。
- 阿尔及利亚国旗
- 阿塞拜疆国旗
- 文莱国旗
- 科摩罗国旗
- 利比亚国旗
- 马来西亚国旗
- 马尔代夫国旗
- 毛里塔尼亚国旗
- 巴基斯坦国旗
- 新加坡国旗
- 突尼斯国旗
- 土耳其国旗
- 土库曼斯坦国旗
- 乌兹别克斯坦国旗
- 北塞浦路斯国旗
- 西撒哈拉国旗

## 英国船旗

从上到下为英国民船旗、英国海军舰旗和英国政府船旗

英国船旗（British Ensign）由带有英国国旗的旗帜组成。1606年，联合王国将英格兰的圣乔治十字旗和苏格兰的圣安德鲁十字旗合并，成为英国国旗；1801年，圣帕特里克十字旗被加入到英国国旗。19世纪中期，英国政府公告皇家海军舰艇使用的国籍旗为白船旗，非政府船只使用红船旗，所有“属于或永久为殖民地服务”的船只使用蓝船旗。随着大英帝国的领土扩张，各种船旗的使用也随之增加，尤其是蓝船旗。英联邦最初53个独立的成员国家中，除了四个国家之外，其余的国旗均曾有过英国国旗，44个国家已将英国国旗从国旗中移除。
- 澳大利亚国旗
- 斐济国旗
- 纽西兰国旗
- 图瓦卢国旗
- 纽埃国旗
- 库克群岛国旗

## 星条旗

美国国旗（1777年采用，由贝特西·罗斯设计）

星条旗（Stars and stripes）由交替条纹的旗帜组成，旗杆位置（通常是左上角）带有标章（通常但不总是一颗或多颗星星）。美国国旗的早期版本是基于英国国旗设计，国旗的左上角是英国国旗，其底色不是纯色设计，而是受东印度公司旗帜启发的红白条纹。1777年，大陆会议决定用十三颗星取代左上角的英国国旗。第一个采用类似旗帜的国家是夏威夷王国，以及其他想要表达自由和民主理想的国家，也纷纷效仿这个旗帜设计。
- 阿布哈兹国旗
- 古巴国旗
- 利比里亚国旗
- 马来西亚国旗
- 多哥国旗
- 乌拉圭国旗
- 美国国旗

## 荷兰和泛斯拉夫颜色

1575年至1652年期间使用的荷兰亲王旗

荷兰和泛斯拉夫颜色（Dutch and pan-Slavic colors）通常带有红色、白色和蓝色条纹，启发自荷兰和后来的俄罗斯国旗。第一面旗帜起源于16世纪中期，来自奥兰治亲王威廉一世发配的侍从制服。这套橙色、白色和蓝色的装束，成为第一面荷兰国旗。17世纪，旗帜的橙色被取代为红色。沙皇彼得大帝根据荷兰国旗的颜色，设计出俄罗斯商船旗。俄罗斯国旗再启发斯拉夫地区其他国家的国旗，大多数保留白色、蓝色和红色，但保加利亚国旗将蓝色条纹改为浅绿色条纹。
- 克罗地亚国旗
- 捷克国旗
- 卢森堡国旗
- 荷兰国旗
- 俄罗斯国旗
- 塞尔维亚国旗
- 斯洛伐克国旗
- 斯洛文尼亚国旗

## 三色旗和三条旗

1790年至1794年期间使用的法国国旗

三色旗（Tricolor）是效仿法国国旗设计的任何国旗，其定义是三条等宽的垂直条纹，每个条纹有不同颜色。1789年7月13日法国大革命前夕，巴黎民兵获得红色和蓝色的帽徽；不久之后，路易十六将其添加在皇家白色帽徽。这些颜色排列成条纹，1794年成为法国国旗。三色旗被赋予不同的意义，与共和主义社会运动联系起来，被许多过渡到共和体制的国家使用（尽管有些君主制国家也曾使用过三色旗，并且仍在使用）。
- 比利时国旗
- 喀麦隆国旗
- 科特迪瓦国旗
- 乍得国旗
- 法国国旗
- 几内亚国旗
- 爱尔兰国旗
- 意大利国旗
- 马里国旗
- 墨西哥国旗
- 摩尔多瓦国旗
- 罗马尼亚国旗
- 塞内加尔国旗

- 亚美尼亚国旗
- 阿塞拜疆国旗
- 玻利维亚国旗
- 保加利亚国旗
- 埃及国旗
- 爱沙尼亚国旗
- 加蓬国旗
- 加纳国旗
- 德国国旗
- 匈牙利国旗
- 印度国旗
- 伊拉克国旗
- 立陶宛国旗
- 卢森堡国旗
- 缅甸国旗
- 马拉维国旗
- 荷兰国旗
- 尼日尔国旗
- 巴拉圭国旗
- 俄罗斯国旗
- 塞拉利昂国旗
- 南奥塞梯国旗
- 也门国旗

三条旗（Triband）的样式与三色旗类似，差异是其条纹可能采用两种颜色。
- 阿根廷国旗
- 奥地利国旗
- 巴巴多斯国旗
- 危地马拉国旗
- 洪都拉斯国旗
- 蒙古国旗
- 尼加拉瓜国旗
- 尼日利亚国旗
- 秘鲁国旗
- 萨尔瓦多国旗

有些三条旗的中间条纹是其他条纹的两倍宽度，这种类型在旗帜学术语称为西班牙式三条旗（水平）或加拿大式三条旗（垂直）；但是在一些旗帜上，这条两倍宽的条纹并不是位于中央。
- 加拿大国旗
- 圣文森特和格林纳丁斯国旗
- 柬埔寨国旗
- 黎巴嫩国旗
- 西班牙国旗
- 哥伦比亚国旗
- 卢旺达国旗
- 厄瓜多尔国旗
- 老挝国旗
- 利比亚国旗

- 安道尔国旗（8：9：8）
- 伯利兹国旗（1：8：1）
- 拉脱维亚国旗（2：1：2）
- 莱索托国旗（3：4：3）
- 毛里塔尼亚国旗（1：3：1）
- 塔吉克斯坦国旗（2：3：2）

## 泛非颜色
泛非颜色（Pan-African colors）是采用红色、黄色、绿色和黑色的部分或全部颜色的组合，有些非洲旗帜也有使用白色和蓝色，但不被认为是泛非颜色。泛非颜色的旗帜设计差异很大，红色、绿色和黄色源自埃塞俄比亚国旗；后来，在美国发起第一次黑人统一运动的活动家马库斯·加维添加黑色。随着泛非颜色与后殖民独立运动的紧密联系，加勒比海和圭亚那地区许多非洲侨民人口众多的国家，也采用泛非颜色设计的国旗。
- 安哥拉国旗
- 中非共和国国旗
- 莫桑比克国旗
- 南非国旗
- 乌干达国旗
- 赞比亚国旗
- 津巴布韦国旗

- 格林纳达国旗
- 圭亚那国旗
- 牙买加国旗
- 圣基茨和尼维斯国旗
- 苏里南国旗
- 千里达和托巴哥国旗

### 埃塞俄比亚颜色

第一面埃塞俄比亚国旗（1270年至1853年）

17世纪初以来，采用绿色、黄色和红色设计的埃塞俄比亚国旗，一直具有重要的历史意义。埃塞俄比亚和利比里亚是在瓜分非洲期间，免遭欧洲殖民的仅有两个国家。因此，埃塞俄比亚国旗成为许多结束殖民统治后，获得独立的非洲国家的国旗设计灵感来源。现在也有其他非洲以外国家使用这三种颜色，但是它们的起源与埃塞俄比亚国旗无关。
- 贝宁国旗
- 布基纳法索国旗
- 喀麦隆国旗
- 刚果共和国国旗
- 埃塞俄比亚国旗
- 几内亚国旗
- 马里国旗
- 塞内加尔国旗
- 多哥国旗
- 毛里塔尼亚国旗

### 黑人解放旗

马库斯·加维设计的泛非旗启发肯尼亚、马拉维和南苏丹的国旗设计

牙买加泛非主义领袖马库斯·加维启发两种独立的泛非旗帜。1917年，他为其创立世界黑人进步协会倡议一面红色、黑色和绿色的三色旗。据其解释：
红色是人类为救赎和自由必须流出的鲜血颜色；黑色是我们所属的高贵而杰出的种族颜色；绿色是我们祖国茂盛的植被颜色。
这个概念是肯尼亚国旗、马拉维国旗、南苏丹国旗和比亚法拉国旗等旗帜的设计灵感来源。
- 肯尼亚国旗
- 马拉维国旗
- 南苏丹国旗

### 非洲黑星

1957年加纳获得独立后，重新成立黑星航运的公司船旗

同时，马库斯·加维还创立黑星航运公司，经营往返美国和西非之间的航线，载送许多非裔美国人来往两个大陆。这家航运公司的公司船旗（house flag）成为三个西非国家的国旗设计灵感，始创是加纳国旗设计者西奥多西娅·奥科。
- 加纳国旗
- 几内亚比绍国旗
- 圣多美和普林西比国旗

## 泛阿拉伯颜色

阿拉伯起义旗于1916年由汉志王国首次使用

1952年埃及革命时期使用代表纳赛尔主义的埃及国旗作为阿拉伯解放旗

泛阿拉伯颜色（Pan-Arab colors）由红色、黑色、白色、绿色的三色或四色组成，旗帜有三条水平条纹，通常通常带有徽章或重叠的形状。根据穆罕默德传记作者的记述，默罕默德既使用过白旗，也使用过黑旗。泛阿拉伯颜色的每种颜色，都与伊斯兰教哈里发国有关联，白色和黑色分别被伍麦叶王朝和阿拔斯王朝使用；有些旗帜学家认为绿色是法蒂玛王朝的颜色，但事实上应该是白色；绿色现在被认为是伊斯兰颜色；红色是代表哈希姆王朝的颜色。14世纪伊拉克诗人萨菲·阿尔丁·希利如此描述：“白色是我们的功绩，黑色是我们的战斗，绿色是我们的牧场，红色是我们的剑。”
1911年，土耳其文学俱乐部的成员选择这四种颜色，作为现代阿拉伯国旗的颜色。1916年阿拉伯起义旗采用这些颜色，一战结束后许多国家从奥斯曼帝国获得独立，也采用这些颜色作为国旗的颜色。1950年代，作为泛阿拉伯颜色分支的阿拉伯解放旗开始流行，这面旗帜由红色、白色和黑色组成，绿色部分不太突出或没有被包括在内，主要受到1952年埃及革命及穆罕默德·纳吉布领导埃及政府的启发。
- 约旦国旗
- 科威特国旗
- 利比亚国旗
- 阿曼国旗
- 巴勒斯坦国旗
- 索马里兰国旗
- 阿拉伯联合酋长国国旗
- 西撒哈拉国旗
- 敘利亞國旗

- 埃及国旗
- 伊拉克国旗
- 苏丹国旗

## 泛伊朗颜色

伊朗国旗（1848年至1852年）

19世纪中叶，伊朗采用绿色、白色和红色的三色条纹旗。此后，国旗经历多次变化，但三色条纹依然保留下来。当塔吉克斯坦共和国从苏联独立时，更换前苏联版本旗帜选择使用相反顺序的相同条纹，以彰显其与邻国伊朗的密切文化联系。
- 伊朗国旗
- 塔吉克斯坦国旗

## 大哥伦比亚旗

弗朗西斯科·德·米兰达于1806年设计的委内瑞拉三色旗，启发现在的哥伦比亚和厄瓜多尔国旗

大哥伦比亚旗（Gran Colombia）是南美洲前大哥伦比亚地区的国家国旗，由黄色、蓝色和红色的三条水平条纹组成。委内瑞拉革命领袖弗朗西斯科·德·米兰达亲自设计大哥伦比亚国旗，大哥伦比亚作为一个历史悠久的国家，包括现今的哥伦比亚、厄瓜多尔、巴拿马、委内瑞拉，以及巴西和圭亚那的部分地区。大哥伦比亚国旗的三种颜色，分别代表西班牙美洲（黄色）、大西洋（蓝色）和“血腥西班牙”（红色）。米兰达将这些颜色的灵感，归因于某次与德国作家约翰·沃尔夫冈·冯·歌德的深夜谈话，歌德说道：
黄色最温暖、最高贵，最接近光……蓝色是兴奋与宁静的混合，距离让人联想到阴影……红色是黄色和蓝色的升华，是混合，是光消失在阴影中。
大哥伦比亚国旗于1806年首次升起，并启发当前哥伦比亚、厄瓜多尔和委内瑞拉的国旗设计。
- 哥伦比亚国旗
- 厄瓜多尔国旗
- 委内瑞拉国旗

## 贝尔格拉诺旗

阿根廷国旗（1812年至1818年）

贝尔格拉诺旗（Belgrano）由中南美洲的蓝白条纹旗帜组成。1812年，阿根廷革命将领曼努埃尔·贝尔格拉诺在罗萨里奥升起一面蓝色、白色、蓝色的水平三条纹旗，并于1816年被阿根廷政府正式采用。6年以后，萨尔瓦多统帅曼努埃尔·何塞·阿尔塞将“贝尔格拉诺的阿根廷颜色”作为萨尔瓦多省的新国旗，成为第一面衍生的旗帜。中美洲联邦共和国以这面旗帜作为基础，所有曾经属于该共和国的国家，后来都在国旗上以某种方式保留这些条纹。萨尔瓦多和尼加拉瓜同时也保留前共和国的三角形国徽；哥斯达黎加为其国旗增加一条红色条纹；阿根廷和乌拉圭在国旗上绘制五月太阳图案。
- 阿根廷国旗
- 哥斯达黎加国旗
- 萨尔瓦多国旗
- 洪都拉斯国旗
- 危地马拉国旗
- 尼加拉瓜国旗
- 乌拉圭国旗

## 红旗

苏联国旗（1955年至1991年）

红旗（Red banner）尤指以红底或红星作为共产主义象征的旗帜。法国大革命初期，雅各宾派采用红色作为他们愿意付出流血牺牲的象征，从此红色就与革命联系起来。1871年巴黎公社使用这个颜色，将它与社会主义做出紧密联系。布尔什维克在俄国革命期间，以这些旗帜作为灵感，于1922年革命胜利后设计苏联国旗；因此，红色与共产主义的联系，比起与社会主义的联系更加紧密。旗帜上还有锤子和镰刀，以及镶着金边的红星，这些符号也与共产主义密切相关。随着共产主义在20世纪的传播，许多亚洲和非洲国家都采用红旗和红星，作为对共产政治运动的支持，每个前苏联国家都曾使用过红旗。苏联解体以后，除白俄罗斯以外的国家都采用不同的国旗，白俄罗斯国旗只是简单地去除共产主义的标志；同样，蒙古国旗在1992年也是去除共产主义之星，但保留所有其他元素。
- 中华人民共和国国旗
- 朝鲜民主主义人民共和国国旗
- 德涅斯特河沿岸摩尔达维亚共和国国旗
- 越南社会主义共和国国旗
- 安哥拉国旗

## 清真言旗

1990年代末期，许多伊斯兰主义组织使用黑旗样式的圣战旗帜，以黑色为底色写上白色字体的清真言

清真言（Shahada）出现在许多伊斯兰旗帜，瓦哈比派从18世纪开始已经在旗帜上书写清真言。1902年，沙地家族领袖暨沙地阿拉伯开国者伊本·沙特在这面旗帜添加一把剑。现在的沙地阿拉伯国旗则是在1973年开始采用；索马里兰国旗由绿色、白色和红色三色条纹组成，清真言书写在绿色条纹；塔利班统治下的阿富汗国旗以白色为主色，上面书写黑色的清真言。
- 阿富汗伊斯兰酋长国国旗
- 阿富汗伊斯兰共和国国旗
- 沙地阿拉伯国旗
- 索马里兰国旗

## 特鲁西尔诸国

迪拜国旗是阿拉伯联合酋长国其中一个成员酋长国的旗帜

特鲁西尔诸国旗帜（Trucial State flags）是波斯湾东部和南部海岸的系列旗帜，由红旗和白条纹、白条或白边组成。红色是该地区居住哈瓦利吉派穆斯林的传统颜色，他们在历史上使用全红旗帜。英国人将白色添加在旗帜上，当该地区于1820年成为英国保护国时，英国起草条约规定：
友好的阿拉伯人应在陆地和海上携带一面红旗，上面有文字或无文字，由他们选择，并且这面旗帜应有白色边框……
大多数国家没有采用边框，而是采用白色条纹，几乎所有这些国家现在都是阿拉伯联合酋长国的成员酋长国。虽然阿拉伯联合酋长国国旗不是属于特鲁西尔诸国旗帜，但其成员酋长国的旗帜仍然采用这个国旗设计。1930年代，独立国家巴林和卡塔尔将原先的直线设计改为锯齿边，卡塔尔国旗采用一种较深的栗红色，这种颜色使用该地区传统的贝壳染料制成。
- 巴林国旗
- 卡塔尔国旗

## 联合国

1947年启用至今的联合国旗

联合国于1947年启用其会徽和旗帜，现今部分国家国旗借用其旗帜的设计元素，包括颜色、符号或两者兼而有之。联合国旗代表该组织的中立与合作，因此冲突或不稳定地区经常采用类似的旗帜。第一面衍生的旗帜是1952年至1962年的厄立特里亚国旗，象征新成立国家的基督徒和穆斯林之间的和平；现在使用的厄立特里亚国旗于1993年启用，联合国蓝的范围较少，但保留最初设计的联合国橄榄枝。1960年启用的塞浦路斯国旗没有联合国蓝色，但以相同概念的月桂花环和地图作为中心图案。大多数受联合国启发的国家国旗，都是联合国托管领土的国旗，这些地区在联合国的支持和管理下，从殖民地过渡到独立国家，其中包括：太平洋群岛托管地国旗（后来启发密克罗尼西亚国旗和北马里亚纳群岛国旗）、索马里兰托管地国旗（现在索马里国旗的原型）和联合国柬埔寨过渡时期权力机构旗帜（但是与现在的柬埔寨国旗没有任何联系）。
- 波斯尼亚和黑塞哥维那国旗
- 塞浦路斯国旗
- 厄立特里亚国旗
- 科索沃国旗
- 密克罗尼西亚国旗
- 索马里国旗